# Revel (Isère)
Revel – miejscowość i gmina we Francji, w regionie Owernia-Rodan-Alpy, w departamencie Isère.
Według danych na rok 1990 gminę zamieszkiwało 875 osób, a gęstość zaludnienia wynosiła 30 osób/km² (wśród 2880 gmin regionu Rodan-Alpy Revel plasuje się na 852. miejscu pod względem liczby ludności, natomiast pod względem powierzchni na miejscu 236.).